# Савушкин, Степан Аверьянович
Степа́н Аверья́нович Са́вушкин (25 февраля 1917, Великая Белозёрка, Таврическая губерния — 18 августа 1945, Сахалинская область, Хабаровский край) — старший лейтенант Рабоче-крестьянской Красной Армии, участник Курильской десантной операции, советско-японской войны, Герой Советского Союза (1945) посмертно.

## Биография
Степан Савушкин родился 25 февраля 1917 года в селе Великая Белозёрка Запорожской области Украины. После окончания семи классов школы работал в колхозе. В 1938 году Савушкин был призван на службу в Рабоче-крестьянскую Красную Армию. В 1940 году он окончил Омское пехотное училище. Служил на Дальнем Востоке.
Участвовал в боях советско-японской войны, будучи начальником физической подготовки 101-й стрелковой дивизии 16-й армии 2-го Дальневосточного фронта. 18 августа 1945 года Савушкин, командуя ротой автоматчиков, одним из первых высадился на остров Шумшу и, собрав разрозненные группы бойцов, организовал отражение японской контратаки. Лично уничтожил первый вражеский танк. Неоднократно водил бойцов в рукопашные атаки. При водружении Красного знамени на высоте 165 был смертельно ранен. На руках своих бойцов был доставлен на берег. Умер от ран на борту плавучего госпиталя.
Указом Президиума Верховного Совета СССР от 8 сентября 1945 года за «образцовое выполнение боевых заданий командования на фронте борьбы с японскими милитаристами и проявленные при этом мужество и героизм» старший лейтенант Степан Савушкин посмертно был удостоен высокого звания Героя Советского Союза. Также посмертно был награждён орденом Ленина.

## Предполагаемые места захоронения
- г. Северо-Курильск (место до цунами 1952 г.) Стела (предположительно кенотаф) с надписью «Герою Советского Союза старшему лейтенанту Савушкину Степану Аверьяновичу, отдавшему жизнь за Родину 18 августа 1945 г.».
- о. Шумшу на высоте 171 (гора Северная) в братской могиле под номером 142 из 187 погибших десантников. Наиболее вероятно.

## В честь Савушкина
- названо морское судно
- установлен кенотаф в Северо-Курильске[1]
- в г. Северо-Курильске названа улица
- на о. Шумшу названа река
- на северной стороне о.Парамушир назван мыс (название мысу было присвоено не позднее 1949 г.)[2];
- в г. Южно-Сахалинске (с. Новая Деревня) названа улица